# Grindstijfgras
Grindstijfgras (Micropyrum tenellum, synoniem: Triticum tenellum) is een eenjarige plant die behoort tot de grassenfamilie. De eenjarige en efemere soort is inheems in Noord-Afrika en Zuid-Europa en is bezig zijn areaal naar het noorden te verplaatsen. De plant is zeer zeldzaam en ingeburgerd tussen 1975 en 1999 in stedelijke omgeving en in het rivierengebied. Het aantal chromosomen is 2n = 14.
De plant wordt 10-50 cm hoog. De stijve, meestal onvertakte, kale stengel staat rechtop. Het blad is van boven behaard met korte haren. De onderste bladscheden zijn dicht bezet met korte, teruggeslagen haren. De bovenste bladscheden zijn minder behaard.
Grindstijfgras bloeit van mei tot in juli met een aarvormige bloeiwijze en vierkante aaras. De aartjes staan met hun brede zijden tegen de aaras aan. Het 5-10 mm lange aartje is ongeveer even lang als de geledingen van de vierkante aaras, heeft ongeveer gelijke kelkkafjes, 3-5 mm lange, gewimperde lemma’s en bevat drie tot negen bloemen. Der steel van het aartje is 0,5-1,5 mm lang
De vrucht is een graanvrucht.
- 1=Grindstijfgras

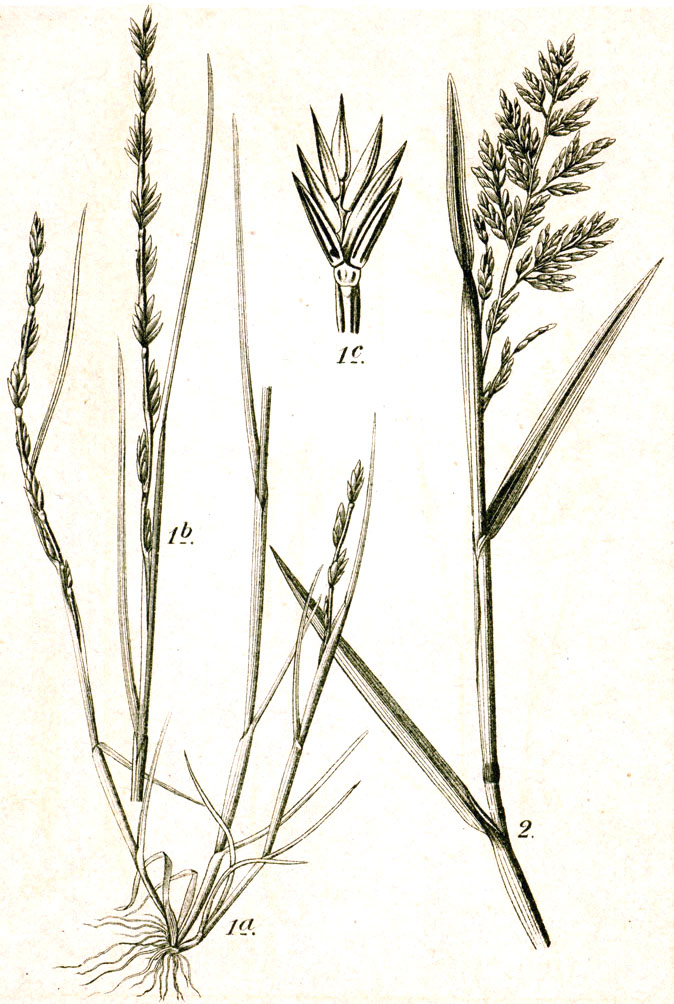
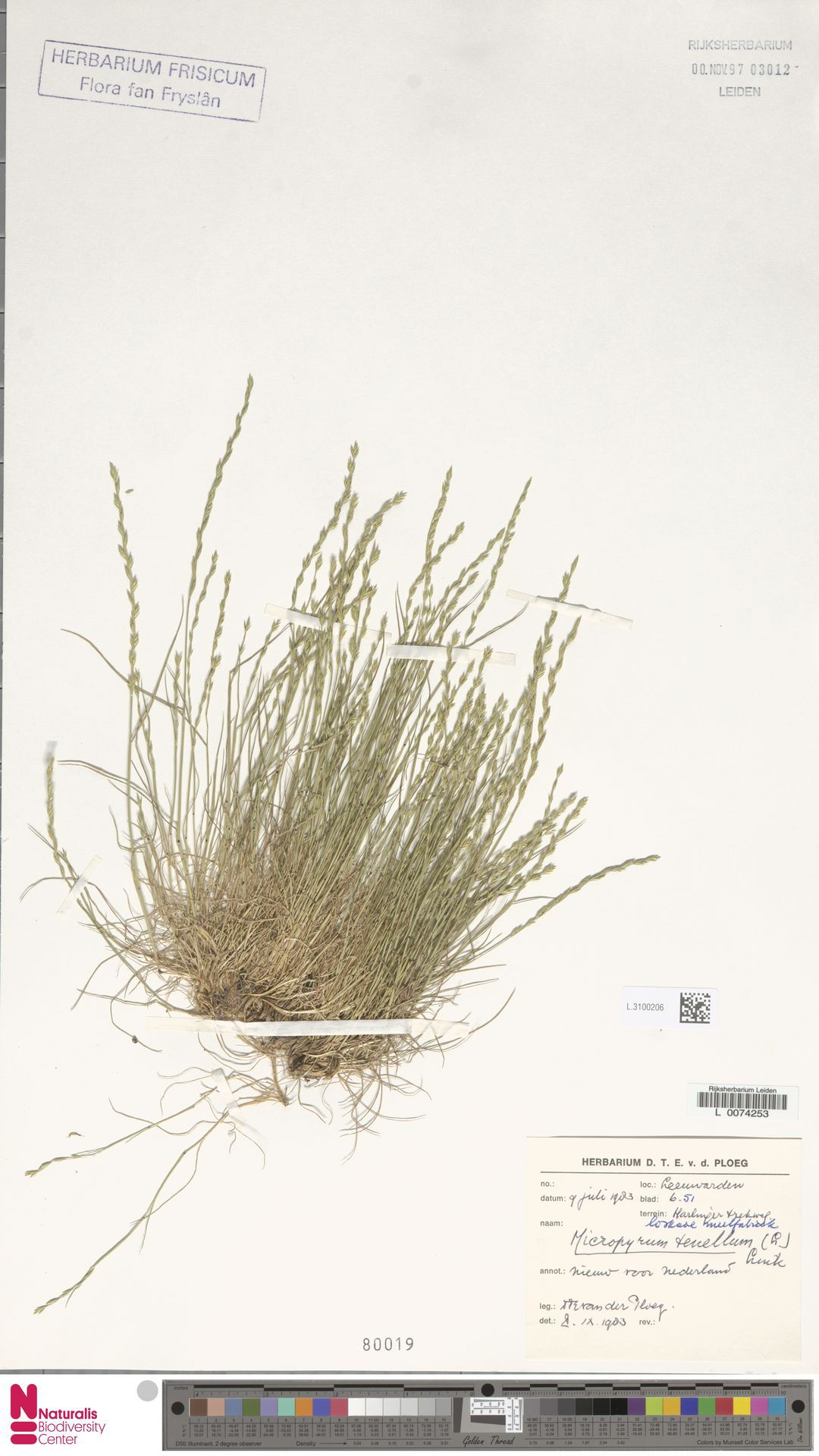
Plant
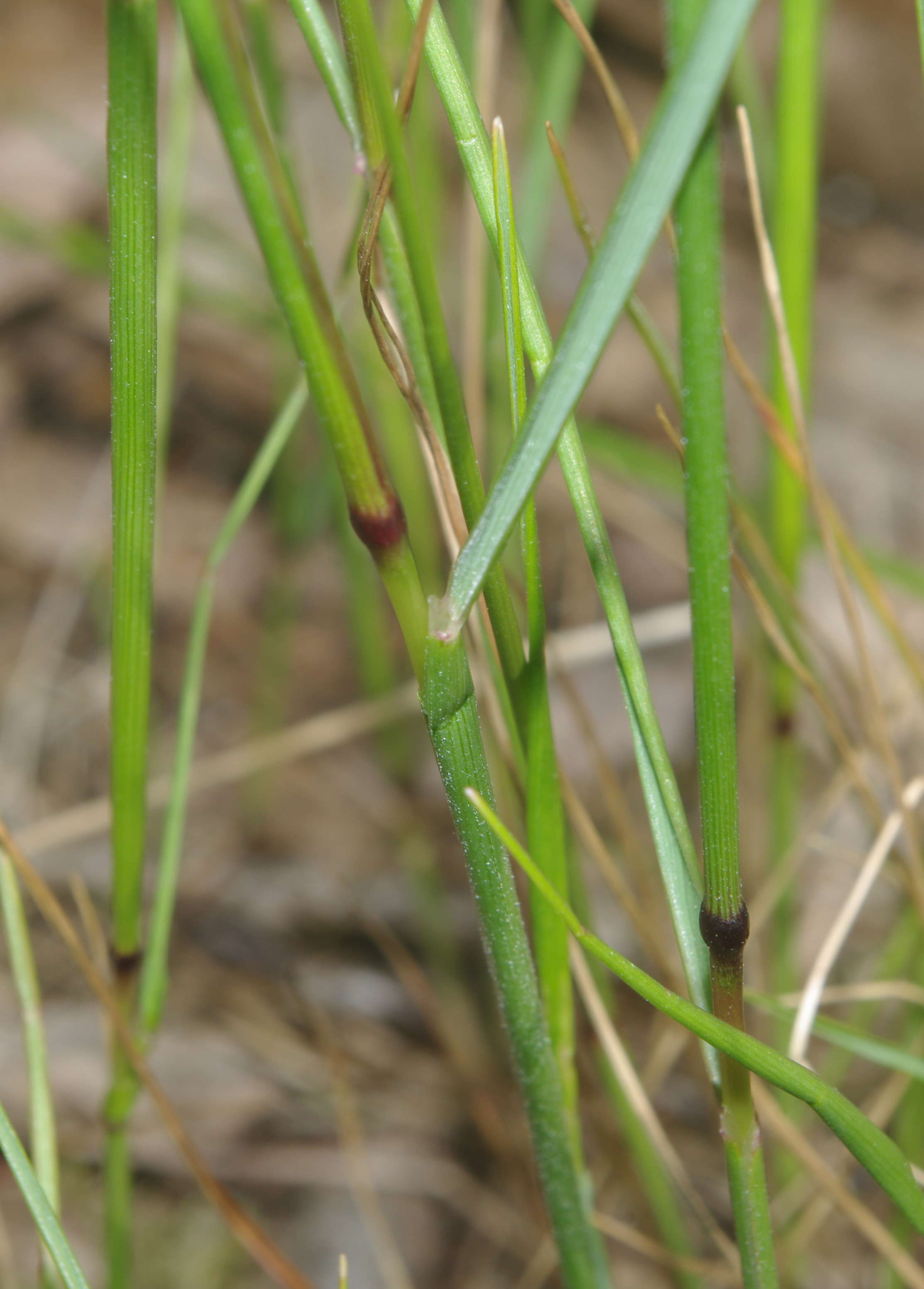
Stengel met bladschede

Grindstijfgras staat op open en zonnige, droge en warme, humusarme, matig voedselarme tot matig voedselrijke, uitgesproken stikstofarme, zure tot neutrale, vrij kalkarme zand-, en grindgrond. Ze is een pionier op rivierduinen en open plekken in grasland, in bermen en op ruderale, zandige plaatsen, op spoorwegterreinen en tussen het grind van ballastbedden, op grindoevers en mijnsteenbergen, in lichte bossen en struwelen.